# Loiret
Loiret là một tỉnh của Pháp, thuộc vùng hành chính Centre-Val de Loire, tỉnh lỵ Orléans, bao gồm 3 quận với các quận lỵ còn lại là: Montargis, Pithiviers.